# Kernkraftwerk Hanbit
Das Kernkraftwerk Hanbit (bis 2013 Kernkraftwerk Yonggwang genannt, ausgesprochen [ˈjɔŋɡwaŋ]) mit sechs Reaktorblöcken liegt an der Westküste Südkoreas am Gelben Meer, im äußersten Nordwesten der Provinz Jeollanam-do.
Bei Hanbit 1 und 2 handelt es sich um Druckwasserreaktoren mit einer Leistung von je 900 MW, die von Westinghouse geliefert wurden. Die beiden Blöcke wurden zusammen mit Hanul 1 und 2 und Kori 3 und 4 im Rahmen der zweiten Phase des koreanischen Nuklearprogramms gebaut. Waren es in Phase 1 noch schlüsselfertige Kraftwerke, so kamen hier koreanische Hersteller im großen Maß zu Zuge. 1994 konnte Hanbit 1 ein Rekordergebnis von 103,02 % Kapazität vermelden.
Bei Hanbit 3 und 4 handelt es sich um 950 MW-Druckwasserreaktoren vom Typ CE System 80. Sie sind die Prototypen für das „Korean Standard Nuclear Power Plant“ und bilden die Phase 3 des koreanischen Nuklearprogramms. Dabei werden alle Komponenten in Korea gefertigt. Hanbit 3 wurde am 13. Oktober 1994 kritisch und am 30. Oktober 1994 erstmals ans Netz angebunden. Hanbit 4 wurde am 7. Juli 1995 kritisch und am 18. Juli 1995 ans Netz angebunden.
Hanbit 5 und 6 sind 1000 MW-Druckwasserreaktoren im „Korean Standard Nuclear Power Plant“-Design. Die geplanten Kosten lagen bei vier Milliarden Dollar. Hanbit 5 wurde am 24. November 2001 erstmals kritisch und am 19. Dezember 2001 zum ersten Mal ans Netz angebunden. Hanbit 6 wurde am 1. September 2002 kritisch und am 16. September 2002 ans Netz angebunden. Zum Einsatz kommt die Weiterentwicklung System 80+ des Systems 80 der Blöcke 3 und 4.

## Zwischenfall
Bei Routineuntersuchungen im Reaktor 5 wurde am 27. Dezember 2003 ein Leck entdeckt. Der Reaktor musste bis April 2004 abgeschaltet bleiben.

## 2012
Reaktor 3 wurde am 18. Oktober für die jährliche Inspektion heruntergefahren (die Wiederinbetriebnahme war für den 24. November geplant); dabei wurden Risse in sechs 'control rod tunnels’ gefunden.
Wirtschaftsminister Hong Suk-woo erklärte im November 2012 in Seoul, zwei Kernreaktoren im KKW Hanbit seien wegen fehlender (besser: gefälschter) Zertifikate heruntergefahren worden. Sie könnten bis Anfang 2013 abgeschaltet bleiben. Strikte Sicherheitskontrollen für die beiden Reaktoren seien erforderlich. Es sei unausweichlich, dass Korea im Winter eine beispiellose Stromknappheit erleben werde. Das Energieversorgungsnetz Südkoreas ist zu Spitzenzeiten chronisch überlastet.
Es handelt sich um die Reaktoren 5 + 6.

## Daten der Reaktorblöcke
Das Kernkraftwerk Hanbit hat insgesamt sechs Blöcke:
| Reaktorblock | Reaktortyp         | Baulinie | elektrische- Leistung | elektrische- Leistung | thermische- Reaktorleistung | Baubeginn  | Netzsyn- chronisation | Kommer- zieller Betrieb | Stilllegung    |
| Reaktorblock | Reaktortyp         | Baulinie | Netto                 | Brutto                | thermische- Reaktorleistung | Baubeginn  | Netzsyn- chronisation | Kommer- zieller Betrieb | Stilllegung    |
| ------------ | ------------------ | -------- | --------------------- | --------------------- | --------------------------- | ---------- | --------------------- | ----------------------- | -------------- |
| Hanbit-1     | Druckwasserreaktor | WH F     | 995 MW                | 1032 MW               | 2787 MW                     | 04.06.1981 | 05.03.1986            | 25.08.1986              | (2026 geplant) |
| Hanbit-2     | Druckwasserreaktor | WH F     | 988 MW                | 1028 MW               | 2787 MW                     | 01.12.1981 | 11.11.1986            | 10.06.1987              | (2026 geplant) |
| Hanbit-3     | Druckwasserreaktor | OPR-1000 | 986 MW                | 1039 MW               | 2825 MW                     | 23.12.1989 | 30.10.1994            | 31.03.1995              |                |
| Hanbit-4     | Druckwasserreaktor | OPR-1000 | 970 MW                | 1022 MW               | 2825 MW                     | 26.05.1990 | 18.07.1995            | 01.01.1996              |                |
| Hanbit-5     | Druckwasserreaktor | OPR-1000 | 992 MW                | 1050 MW               | 2825 MW                     | 29.06.1997 | 19.12.2001            | 21.05.2002              |                |
| Hanbit-6     | Druckwasserreaktor | OPR-1000 | 993 MW                | 1050 MW               | 2825 MW                     | 20.11.1997 | 16.09.2002            | 24.12.2002              |                |